# Hans Böhm (Propst)

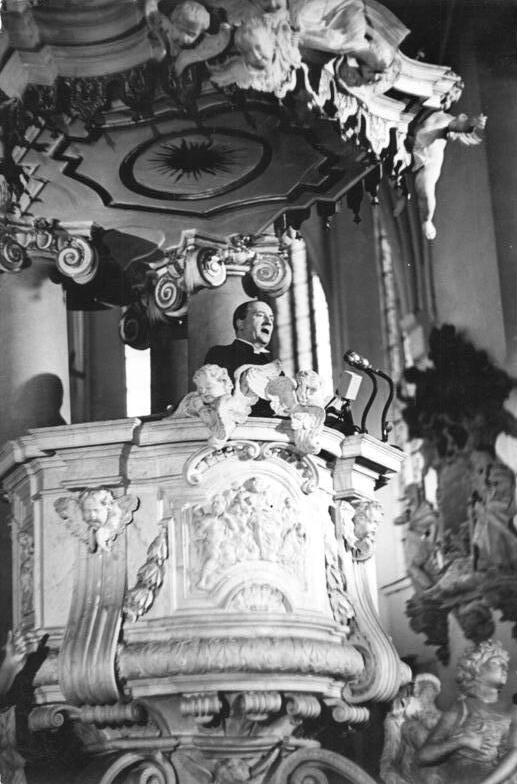
Böhm auf der Kanzel der Berliner Marienkirche, 1951

 Hans Adolf August Hugo Böhm (* 5. Mai 1899 in Hamm; † 3. April 1962 in Berlin) war ein deutscher evangelischer Pfarrer in der Neumark, Berlin-Zehlendorf und Teltow, Widerstandskämpfer in der Zeit des Nationalsozialismus und nach dem Zweiten Weltkrieg Propst in Berlin. Als Schatzmeister, Sprecher und ökumenischer Referent der Bekennenden Kirche spielte er eine führende Rolle im Kirchenkampf zwischen 1933 und 1945.

## Leben

### Werdegang bis 1933
Hans Böhm war Sohn des Bürodirektors Ernst Böhm und der Mutter Helene Böhm, geborene Dunemann. Er wuchs nach Umzug der Familie in Pankow auf. Er besuchte das dortige Realgymnasium, wurde 1917 zum Heer einberufen und daher zur Not-Reifeprüfung zugelassen. Er erhielt seine militärische Ausbildung beim 2. Garde-Feld-Artillerieregiment in Potsdam und wurde als Offiziers-Anwärter auf die Feld-Artillerie-Fahnenjunkerschule nach Quiévrain (Belgien) entsandt. Im Juli 1918 rückte er ins Feld aus und erlitt am 8. Oktober 1918 in den schweren Rückzugsgefechten bei Cambrai eine schwere Verwundung, die zur Amputation des rechten Beines führte. Für seinen Einsatz im Krieg wurden ihm das Eiserne Kreuz zweiter und erster Klasse, das Verwundetenabzeichen (schwarz) und das Ehrenkreuz für Frontkämpfer verliehen.
Das erste theologische Examen legte er am 19. Dezember 1922 in Berlin mit dem Prädikat „bestanden“ ab, das zweite theologische Examen bestand er am 28. Oktober 1924 ebenfalls in Berlin mit dem Prädikat „im ganzen gut“. Dem folgte eine Promotion (Doktor) an der philosophischen Fakultät der Universität Tübingen bei Karl Groos über Das Schönheitsproblem bei Georg Friedrich Meier am 19. Februar 1926. Nach einem Lehrvikariat bei Superintendent Beier in Berlin-Pankow wurde Böhm am 22. März 1926 in der Berliner St. Nikolaikirche ordiniert. Am 1. September 1927 heiratete er in Stuttgart-Oberheim Wilhelmine Reinhardt (* 12. Februar 1904); aus der Ehe gingen fünf Kinder hervor. 1930 erhielt er eine Anstellung als „theologischer Hilfsarbeiter“ beim Evangelischen Oberkirchenrat in Berlin.
Im Mai 1933 protestierte Böhm gegen die Ernennung des Juristen August Jäger als Staatskommissar für alle Landeskirchen Preußens durch die Nationalsozialisten. Er weigerte sich, unter Jäger Dienst zu tun, „solange die damals in Eisenach befindliche Leitung des EOK nicht dazu Stellung genommen hätte…“ Infolgedessen wurde Böhm mit einer Reihe anderer Mitglieder des EOK im Mai 1933 von diesem Dienst beurlaubt. Zeitgleich trat er zum 1. Mai 1933 „aus innerer Überzeugung zusammen mit mehreren anderen Kollegen aus dem EOK“ der NSDAP bei (Mitgliedsnummer 2.583.740).

### Leben und Wirken in der Bekennenden Kirche
Eine darauf folgende Bewerbung auf eine Pfarrstelle in der Berliner Parochialgemeinde scheiterte am Einspruch der Fraktion der Deutschen Christen. Durch die Übernahme einer Vertretung in der Berlin-Zehlendorfer Gemeinde Schönow 1933 kam er in engen Kontakt mit im gleichen Kirchenkreis wirkenden Pfarrkollegen wie Martin Niemöller und Martin Albertz, welche der vereinnahmenden Kirchenpolitik der Nationalsozialisten ebenfalls kritisch gegenüber standen. Er schloss sich dem im September 1933 von Niemöller gegründeten Pfarrernotbund an. Auf dem Kurmärkischen Kirchentag am 11. Mai 1934, dessen zentraler Veranstaltungsort die Kirchengemeinde Nikolassee war, hielt Pfarrer Böhm den Gottesdienst.
Am 15. Oktober 1934 wechselte er von der Kirchengemeinde Schönow in das Pfarramt des „Kreissiedlungspfarrers“ im selben Kirchenkreis Kölln-Land I mit der Zuständigkeit für die neuen Siedlungsgebiete im südlichen Zehlendorf und im angrenzenden Kreis Teltow. Er wurde Mitglied der im Frühjahr 1934 gegründeten „Bekennenden Kirche“, die ihn als ihren Sprecher wählte. Es gelang ihm, die Gremienarbeit in der Bekennenden Kirche mit seiner Arbeit als Kreissiedlungspfarrer zu verbinden. In den drei betreuten Gemeindebereichen in der Siedlung um Haus Schönow, der Siedlung Neu-Teltow sowie des Dorfes Ruhlsdorf konnte er ab dem Frühjahr 1935 Mitglieder gewinnen, Bruderräte wählen und regelmäßige Zusammenkünfte der Bekennende Gemeinde organisieren. In diese Zeit fielen 1935 Bau und Eröffnung der „Siedlungskirche“ in Teltow an der heutigen Mahlower Straße, an deren Ausgestaltung Künstler beteiligt wurden, die im Nationalsozialismus als „entartet“ galten; der Maler Moritz Melzer sowie der Bildhauer Hans Mettel.
Im Oktober 1935 lehnte Böhm mit anderen Bekenntnispfarrern bei einem Treffen mit Reichskirchenminister Hanns Kerrl die Mitarbeit in den durch die Nationalsozialisten gebildeten Kirchenausschüssen ab. Dadurch kam es zum Bruch in der Bekennenden Kirche. 1936 trat deren Kirchenleitung zurück. Daraufhin wurde Böhm vom Bruderrat gemeinsam mit den Berliner Pfarrern Martin Albertz und Fritz Müller in die zweite vorläufige Kirchenleitung gewählt und wurde deren ökumenischer Referent sowie deren Schatzmeister. Nach einer geplanten Kanzelabkündigung gegen die Ideologie der Nationalsozialisten im März 1935 wurden in Berlin 130 Geistliche verhaftet, zu denen auch Böhm gehörte. Er war auch Unterzeichner der kritischen Denkschrift an Hitler aus dem Sommer 1936.
Im August 1936 unternahm Böhm als ökumenischer Referent der Bekennenden Kirche gemeinsam mit Dietrich Bonhoeffer eine Reise nach Chamby-sur-Montreux zur Vorbereitung einer ökumenischen Konferenz. Ein zweites Vorbereitungstreffen fand im Februar 1937 in London statt, bei der Bonhoeffer Böhm bei Bischof George Bell einführte.
Nach einem Buß- und Gebetsgottesdienst im September 1938 anlässlich des bevorstehenden Einmarsches deutscher Truppen in Böhmen wurden Müller, Böhm und Albertz die Gehälter gesperrt. Gegen sie wurde von der Offizialkirche ein Disziplinarverfahren eröffnet, worauf sie amtsenthoben wurden. Ebenfalls 1938 wurde Böhm auf Antrag des Berliner Gauleiters Artur Görlitzer aus der NSDAP ausgeschlossen.
Im selben Jahr beauftragte Böhm mit den anderen Leitern der Bekennenden Kirche, Müller und Albertz, den Kaulsdorfer Pfarrer Heinrich Grüber mit der Bildung einer Organisation, die mehr als tausend rassisch verfolgten evangelischen Christen die Auswanderung aus Deutschland ermöglichte („Büro Grüber“).
Eine weitere Verhaftung erfolgte im Dezember 1941 wegen seiner Mitarbeit in illegalen der kirchlichen Hochschule. Zum vierten Mal wurde er wegen der Anklage zur Fluchthilfe für Arthur Nebe und Hans Bernd Gisevius nach dem Attentat auf Hitler am 20. Juli 1944 verhaftet und kurz vor Kriegsende wieder frei gelassen.

### Nach dem Zweiten Weltkrieg

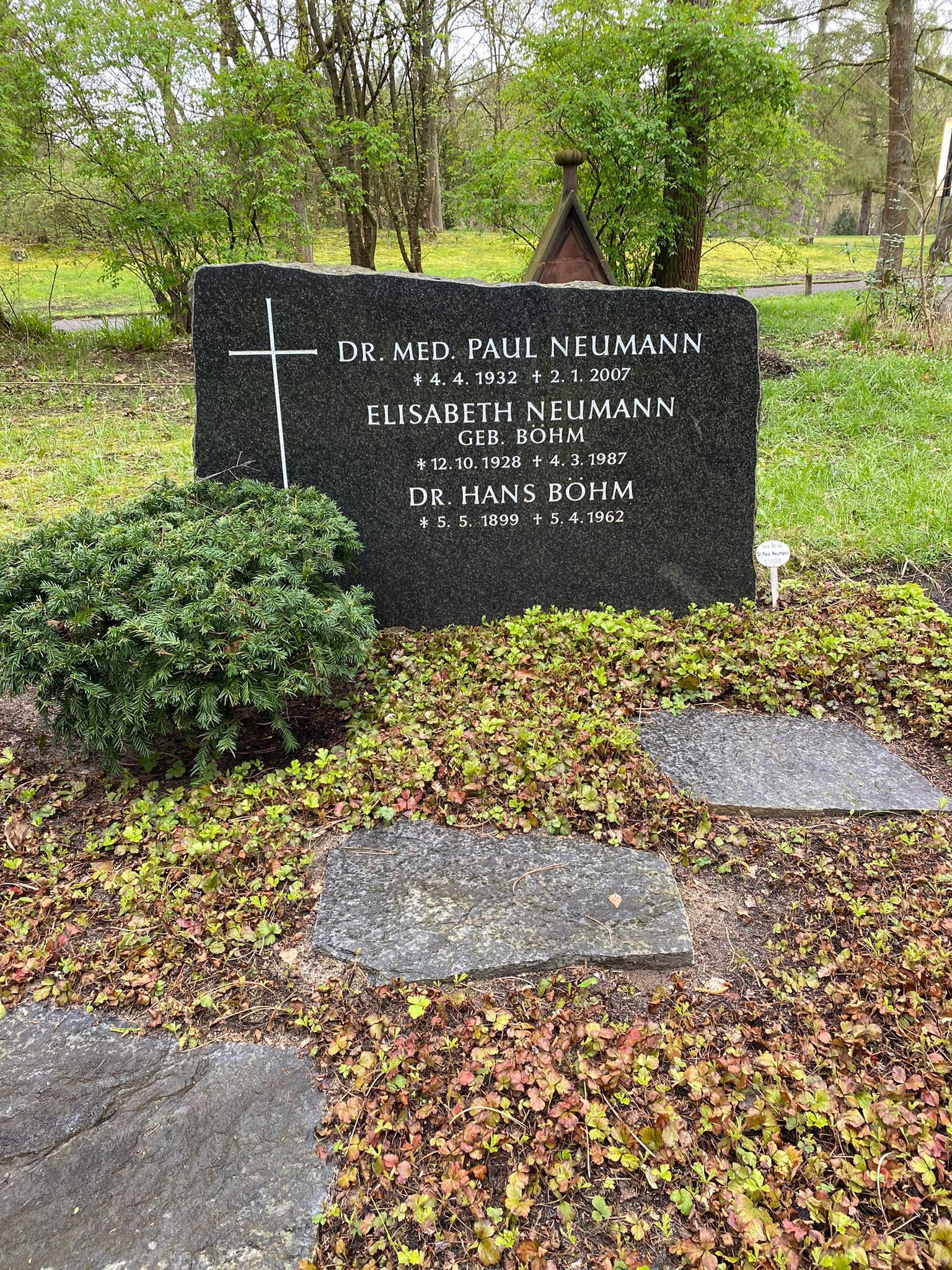
Grabstätte auf dem Waldfriedhof Zehlendorf

Nach dem Zusammenbruch Deutschlands wurde Böhm zum Oberkirchenrat im neu gebildeten Konsistorium der Evangelischen Kirche in Berlin-Brandenburg ernannt und zum „Propst von Kölln“ an St. Petri zu Berlin berufen. Als Propst war er maßgeblich am inneren und äußeren Wiederaufbau der Ev. Kirche in Berlin-Brandenburg beteiligt. Die neue Grundordnung entstand unter seiner Federführung.
Weiterhin versah er das Amt des Kuratoriumsvorsitzenden der Kirchlichen Hochschule, der Berliner Kirchentag 1951 stand im Wesentlichen unter seiner Leitung. Als Repräsentant der Ev. Kirche besuchte er Ende 1947 deutsche Kriegsgefangene in mehreren englischen Kriegsgefangenenlagern und war deutscher Delegierter bei der Gründungsversammlung des Weltrates der Kirchen in Amsterdam im September 1948. Auf überregionaler Ebene war er Vizepräsident der Synode der Evangelischen Kirche in Deutschland. Aus gesundheitlichen Gründen wurde Böhm auf eigenen Antrag zum 1. April 1960 in den Ruhestand versetzt.

## Ehrungen
Nach Hans Böhm wurde 1966 ein Teil der noch bestehenden Andréezeile in Berlin-Zehlendorf als Hans-Böhm-Zeile benannt. Für seine Verdienste nach dem Zweiten Weltkrieg, insbesondere für seine Arbeit an der neuen Grundordnung für die Evangelische Kirche in Berlin-Brandenburg, dem Aufbau der Kirchlichen Hochschule in Berlin und seine ökumenische Arbeit erhielt er die Ehrendoktorwürde der Christian-Albrechts-Universität Kiel zum 1. Januar 1956.
Hans Böhm verstarb im Alter von 62 Jahren und wurde auf dem Waldfriedhof Zehlendorf beigesetzt.

## Veröffentlichungen
- Kirche und junge Generation im Ringen der Zeit. Erschienen in der Serie „Der Weg der Kirche“ (Heft 2). Verlag Walter de Gruyter, Berlin/Leipzig 1933.
- Wie kommt die Kirche zu einer neuen Ordnung? Ein Vorschlag von Otto Dibelius und Hans Böhm. Als Manuskript gedruckt. Vereinsdruckerei, Potsdam 1936.